# Jemur (Pejagoan)
Jemur is een bestuurslaag in het regentschap Kebumen van de provincie Midden-Java, Indonesië. Jemur telt 4435 inwoners (volkstelling 2010).